# Hessischer Denkmalschutzpreis

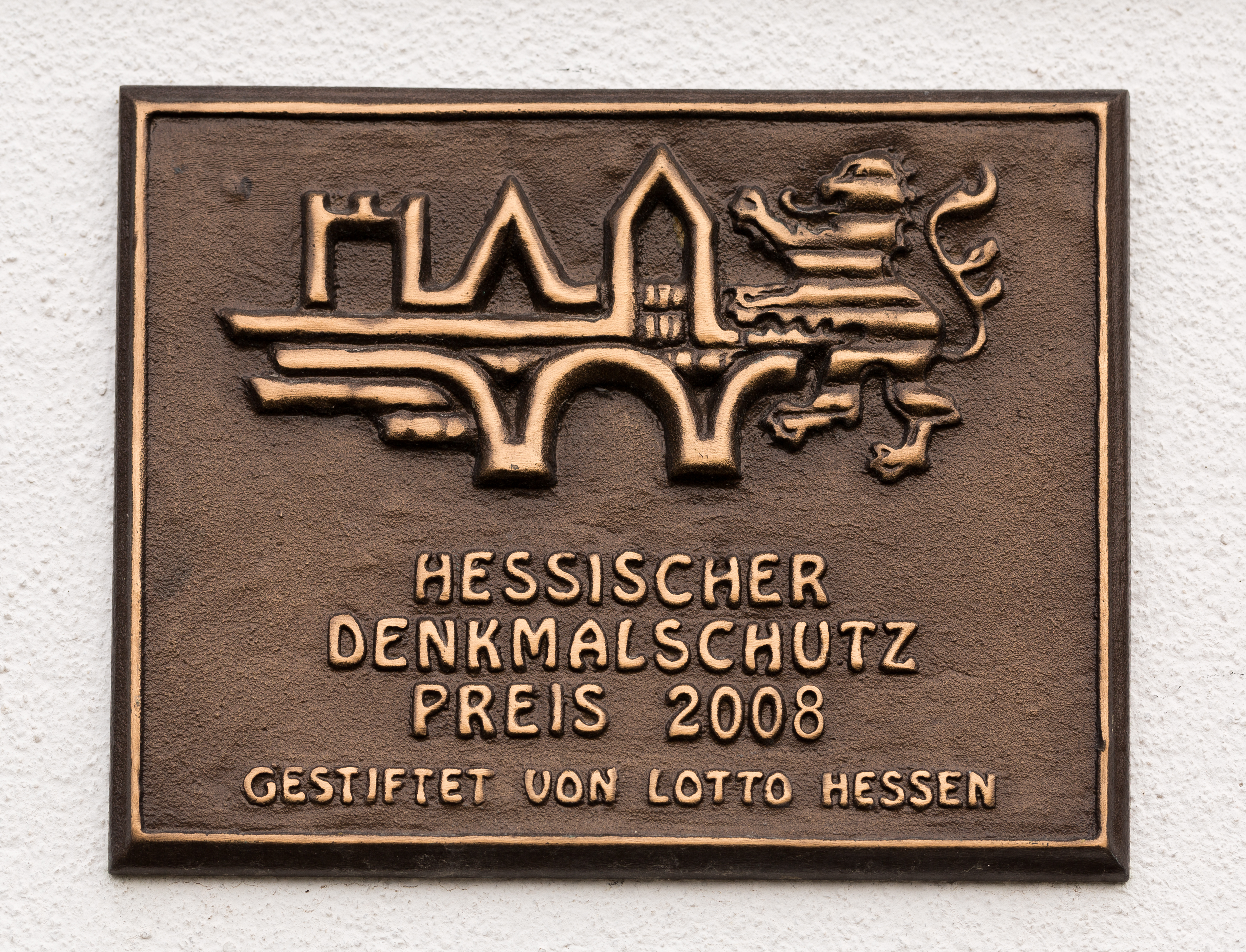
Bronzeplakette des Hessischen Denkmalschutzpreises 2008

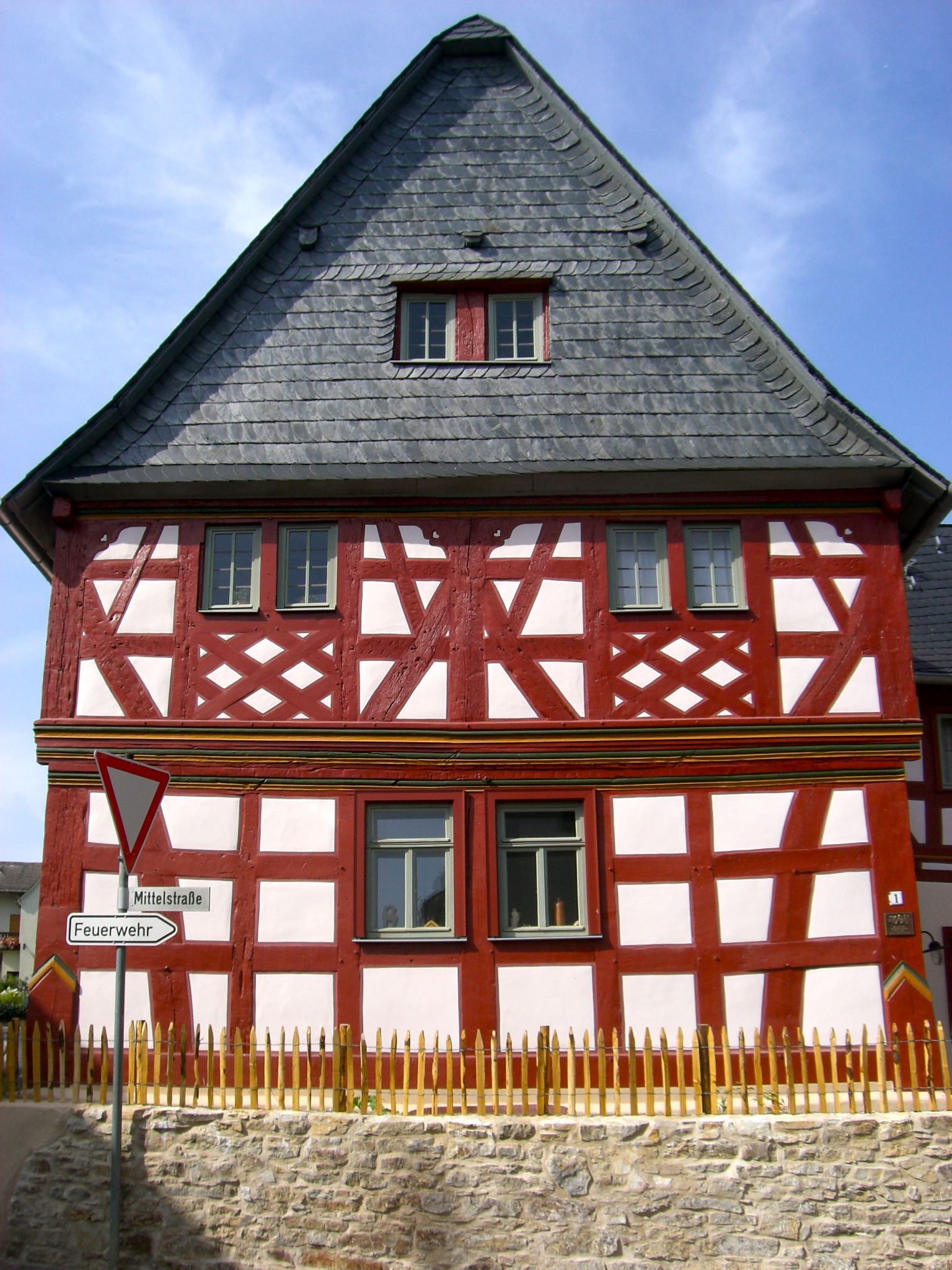
Eines der acht ausgezeichneten Baudenkmale im Rahmen des Hessischen Denkmalschutzpreises 2010

Der Hessische Denkmalschutzpreis wird seit 1986 jährlich vom Land Hessen gemeinsam mit der Lotterie-Treuhandgesellschaft mbH Hessen verliehen. Er ist mit insgesamt 25.000 Euro dotiert.
Der Preis wird für denkmalpflegerische Leistungen verliehen, die über das denkmalschutzrechtlich Gebotene hinausgehen und überregional bedeutend sind. Vergeben wird der Preis für Leistungen auf allen Gebieten der Denkmalpflege, der Bodendenkmalpflege, der Bau- und Kunstdenkmalpflege und der Gartendenkmalpflege. Der Preis soll beispielhafte Vorbilder für denkmalpflegerische Methodik und Freiwilligkeit hervorheben und einer breiten Öffentlichkeit bekannt machen. Preisträger können Einzelpersönlichkeiten, Eigentümer, bürgerschaftliche Initiativen oder Körperschaften sein.
Vorschlagsberechtigt sind die Denkmalbehörden, Fördervereine und Initiativen in der Hessischen Denkmalpflege. Über die Verleihung des Preises entscheidet eine fachkundige und unabhängige Jury, der Vertreter der Denkmalbehörden, des Landesdenkmalrates, des Handwerks und der Stifterin angehören.
In der Regel werden jedes Jahr mehrere Preise verliehen und das Preisgeld zwischen den Preisträgern aufgeteilt. Geldpreise erhalten nur private Eigentümer oder bürgerschaftliche Initiativen. Alle – auch Institutionen und Kommunen – erhalten eine Urkunde und eine Bronzeplakette, die an dem ausgezeichneten Kulturdenkmal befestigt werden kann.

## Preisträger
Liste der Preisträger:
| Jahr | Preisträger | Objekt                                  | Landkreis                |
| ---- | --- | --------------------------------------- | ------------------------ |
| 2010 | Besitzer des Hauses | Mittelstraße 1 (Nauheim)                | Nauheim                  |
| 2017 | evangelische Kirchengemeinde Idstein | Unionskirche                            | Idstein                  |
| 2017 | Hilmar von Bodelschwingh | Wasserburg                              | Rotenburg-Schwarzenhasel |
| 2017 | Christian Jacob, Sonja Clobes-Jacob | Fachwerkhaus der alten Bäckerei         | Felsberg                 |
| 2017 | Verein Niedereisenhausen Dorf(er)leben | Alte Kirche                             | Niedereisenhausen        |
| 2017 | Verein Schlosspatrioten Homberg an der Ohm e. V. | Schloss Homberg                         | Ohm                      |
| 2017 | Familie Butzlaff-Muschick | Alte Dorfschule                         | Vasbeck                  |
| 2017 | RNI Rhein-Nahe Immobilien GmbH | Pressehaus                              | Wiesbaden                |
| 2017 | Entwicklungsgesellschaft Solmser Hof GbR | Solmer Schloss                          | Butzbach                 |
| 2017 | Bistum Fulda | Bischöfliches Generalvikariat           | Fulda                    |
| 2017 | Geschichts- und Heimatverein Mainhausen | Bodendenkmal                            | Mainhausen-Zellhausen    |
| 2017 | Linda Löber | Fachwerkhaus                            | Hünstetten               |
| 2017 | Gedenkstätte Speier Angenrod e. V. | Haus Speier                             | Alsfeld                  |
| 2018 | Verein Altbergbau Bergstraße-Odenwald | Relikte der Erz- und Rohstoffgewinnung  | Bergstraße-Odenwald      |
| 2018 | Interessengemeinschaft Jüdischer Friedhof Bad Soden | jüdischer Friedhof                      | Bad Soden                |
| 2018 | Arbeitskreis Denkmal im Verein für Heimatgeschichte Leun e. V. | Mahnmal für den Frieden                 | Leun                     |
| 2018 | Stadt Bad Homburg | Ehemalige Bundesschuldenverwaltung      | Bad Homburg              |
| 2018 | KEG Konversions- und Grundstücksentwicklungsgesellschaft mbG | Ehemaliger Gasthof „Zum Goldenen Adler“ | Frankfurt-Höchst         |
| 2018 | Förderverein Synagoge Schupbach | Ehemalige Synagoge                      | Schupbach-Beselich       |
| 2018 | Stadt Homberg | Ehemalige Scheune                       | Homberg/Efze             |
| 2018 | Christian Gärtner, Anna von Lüneburg | Wohnhaus Mäckler                        | Frankfurt-Sachsenhausen  |
| 2018 | Karl | Ehemaliges Forsthaus                    | Staufenberg-Treis        |
| 2018 | evangelische Kirche von Kurhessen-Waldeck | Schloss Schönburg                       | Hofgeismar               |
| 2018 | Roswitha Bruggaier, Diez Eichler | Ehemaliges Pfarrhaus                    | Nidderau-Windecke        |
| 2019 | Aktive der Jugendbauhütte | Jugendburg Ludwigstein                  | Witzenhausen             |
| 2019 | Achim Karn | Wambolt’sches Schloss                   | Groß-Umstadt             |
| 2019 | Arbeitskreis Rückblende – Gegen das Vergessen | Gustav-Hüneberg-Haus                    | Volkmarsen               |
| 2019 | Wolfgang Lust | Alter Schlachthof                       | Gießen                   |
| 2019 | Achim Kramb | Weinhaus Schultes                       | Limburg                  |
| 2019 | Anton Schreibweis | Fachwerkwohnhaus                        | Frankfurt-Höchst         |
| 2020 | Ehepaar Grabsch | archäologische Denkmalpflege            | Limeshain                |
| 2020 | Gudrun und Andreas Friesenhahn | Fachwerkhaus Delkenheim                 | Wiesbaden                |
| 2020 | Bürgerinnen und Bürger aus Weilmünster-Langenbach | Restaurierte Viehwaage                  | Weilmünster-Langenbach   |
| 2020 | Bernhard Höpfner | Bismarckturm                            | Gießen                   |
| 2020 | Dieter Wölfel | Haus Lamberti                           | Kiedrich                 |
| 2020 | ABG Frankfurt Holding | Cantate-Saal                            | Frankfurt                |
| 2020 | Stadt Lich | Oberbessinger Pforte                    | [Lich]                   |
| 2021 | Zandra Martinez, Ulrich Malessa | Koallese-Haus                           | Mücke-Ober-Ohmen         |
| 2021 | Verein „Zusammen in der Postsiedlung“ | Kiosk (Moltkestraße 1A)                 | Darmstadt                |
| 2021 | Gerd Rixmann | Kulturhaus                              | Heidenrod-Laufenselden   |
| 2021 | Werner Heibertshäuser, für die Arbeitsgemeinschaft Heimatgeschichte Allendorf an der Lumda                                                                               | Ehrenamtspreis                          | Allendorf an der Lumda   |
| 2021 | Friedrich Kruse, Heinrich Kruse, Michaela Kruse | Herrenhaus Schloss Nesselröden          | Herleshausen-Nesselröden |
| 2021 | Verein für Denkmalpflege Mönchshaus | Mönchshaus                              | Espenau-Mönchehof        |
| 2021 | Georg und Bettina Gröschen | Wellehannese-Haus                       | Waldbrunn-Ellar          |
| 2021 | Andrea Roth für den Verein Aufwind – Verein für seelische Gesundheit e. V. und Martin Arnold für die Freundinnen und Freunde des jüdischen Lebens im Werra-Meißner-Kreis | Synagoge                                | Meißner-Abterode         |
| 2021 | Stadt Limburg | Schloss Limburg                         | Limburg                  |
| 2021 | Peter Sichauhat | Wohnhaus Angel 11                       | Fulda                    |
| 2022 | Marc Köhler, Thomas Meyer, Keivan Karampour | Hallenbad Ost                           | Kassel                   |
| 2022 | Katja Berkling | Tagelöhnerhaus                          | Marburg-Dilschhausen     |
| 2022 | Rudolf Knierim | Haus Helbig                             | Alsfeld                  |
| 2022 | Stadt Wächtersbach | Schloss Wächtersbach                    | Wächtersbach             |
| 2022 | Verein Historische Brücke Hartmannshain | Historische Brücke Hartmannshain        | Hartmannshain            |
| 2022 | Kai Laumann | Alte Post und ehemaliges Telegraphenamt | Gießen                   |
| 2022 | TU Darmstadt | Vorstadtmauer                           | Darmstadt                |